# Contre-discours
Le contre-discours (anglais : counterspeech ) est une méthode pour contrer le discours de haine ou la désinformation en présentant un récit alternatif plutôt qu'en censurant le discours offensant. En outre, cela signifie de répondre au discours de haine avec empathie et contester les récits de haine, plutôt que de réagir avec encore davantage de discours de haine. Selon les défenseurs du concept, le contre-discours est plus susceptible d'entraîner la déradicalisation et la résolution pacifique des conflits.

## Actualité récente
À l'université Stanford, la notion de contre-discours fut invoquée en mars 2023 par des étudiants en droit qui manifestaient contre un discours prononcé par le juge Stuart Kyle Duncan. Pour ces étudiants, hurler pendant le discours de M. Duncan pour l'empêcher de parler est une forme légitime de liberté d'expression car le contre-discours est de la liberté d'expression.

## Droit
Dans l'arrêt Hansman c. Neufeld, la Cour suprême du Canada intègre la notion de contre-discours en droit canadien. Elle rejette une poursuite en diffamation intentée contre un homme gai qui a tenu un contre-discours contre un conseiller scolaire qui a publié des propos controversés sur les médias sociaux au sujet des politiques scolaires en lien avec les personnes transgenres. Pour la Cour suprême, faire des déclarations publiques contre une personne qui tient des propos jugés transphobes peut relever de la liberté d'expression et être couvert par la défense de commentaire loyal. La Cour suprême affirme que « L’expression de M. Hansman est un contre-discours motivé par le désir de promouvoir la tolérance et le respect envers un groupe marginalisé de la société et qui, à ce titre, méritait une protection importante ».
La juge Suzanne Côté est dissidente dans cette affaire et elle estime plutôt que « Affirmer que Neufeld a tenu un discours haineux est bien différent du fait de porter un jugement ou de faire une remarque dont il est impossible de faire la preuve. Interprétées dans leur contexte, ces allégations paraissent semblables aux allégations de fraude, de vol ou d’autre conduite criminelle qui ont été considérées comme étant des énoncés de faits qui ne peuvent bénéficier de la défense de commentaire loyal ».